# In dubiis abstine
In dubiis abstine è un brocardo che significa «nel dubbio astieniti». È un invito a non agire o a non decidere senza avere certezze.
La frase viene anche usata nel linguaggio contemporaneo in senso più generale.